# Opius echingolensis
Opius echingolensis är en stekelart som beskrevs av Fischer 1971. Opius echingolensis ingår i släktet Opius och familjen bracksteklar. Inga underarter finns listade i Catalogue of Life.